# Marvin Kren
Marvin Kren (n. 4 ianuarie 1980, Viena, Austria) este un regizor austriac. Este cel mai bine cunoscut pentru munca sa în genul filmului de groază.

## Filmografie
| An        | Film                            | Ca                                             | Note                                                                                        |
| --------- | ------------------------------- | ---------------------------------------------- | ------------------------------------------------------------------------------------------- |
| 2002      | Julia - Eine ungewöhnliche Frau | Actor                                          | Episodul: "Reidingers Sturz"                                                                |
| 2005      | Zum Beispiel Praterstern        | Regizor, scriitor, editor, producător executiv | Scurt-metraj                                                                                |
| 2005      | Îți pari viața                  | Actor                                          |                                                                                             |
| 2007      | Molly & Mops                    | Actor                                          | Film de televiziune                                                                         |
| 2008      | Trio                            | Regizor                                        | Scurt-metraj                                                                                |
| 2009      | Schautag                        | Regizor                                        | Scurt-metraj                                                                                |
| 2010      | Rammbock                        | Regizor                                        |                                                                                             |
| 2013      | Blutgletscher (Blood Glacier)   | Regizor                                        |                                                                                             |
| 2014      | ABCs of Death 2                 | Regizor                                        | Segment: "R este pentru Ruletă"                                                             |
| 2014-2015 | Tatort                          | Regizor                                        | Episoade: "Kaltstart", "Die Feigheit des Löwen", "Die letzte Wiesn"                         |
| 2015      | Mordkommission Berlin 1         | Regizor                                        | Film de televiziune                                                                         |
| 2017      | 4 Blocuri                       | Regizor, scriitor                              | Episoade: "Brüder", "Die falsche Neun", "Ibrahim", "Verrat", "Machtlos", "Dead Man Walking" |

## Legături externe
- Marvin Kren la Internet Movie Database
- Marvin Kren la Allmovie